# Saint-Christophe-Vallon
Saint-Christophe-Vallon (okzitanisch: Sent Cristòfa) ist eine französische Gemeinde im Département Aveyron in der Region Okzitanien (vor 2016: Midi-Pyrénées) mit 1.181 Einwohnern (Stand: 1. Januar 2022). Die Gemeinde gehört zum Arrondissement Rodez und zum Kanton Vallon. Die Einwohner werden Saint-Christophorois genannt.

## Geographie
Saint-Christophe-Vallon liegt im Weinbaugebiet Marcillac, Teil der Weinbauregion Sud-Ouest. Der Fluss Riou Mort entspringt an der westlichen Gemeindegrenze. Umgeben wird Saint-Christophe-Vallon von den Nachbargemeinden Saint-Cyprien-sur-Dourdou im Norden, Nauviale im Nordosten, Marcillac-Vallon im Osten, Valady im Südosten, Goutrens im Süden und Südwesten, Escandolières im Westen sowie Auzits im Nordwesten.

## Geschichte
Die Gemeinde wurde 1856 gebildet.

## Bevölkerungsentwicklung
| 1962                       | 1968 | 1975 | 1982 | 1990 | 1999 | 2006 | 2019 |
| -------------------------- | ---- | ---- | ---- | ---- | ---- | ---- | ---- |
| 742                        | 778  | 882  | 920  | 868  | 1002 | 1046 | 1160 |
| Quellen: Cassini und INSEE |      |      |      |      |      |      |      |

## Sehenswürdigkeiten
- Kirche Saint-Christophe